# راب الیوت
راب الیوت (انگلیسی: Rob Elliot؛ زاده ۳۰ آوریل ۱۹۸۶) یک بازیکن فوتبال است.